# Philip Lutley Sclater
Philip Lutley Sclater (1829 - 1913) was een Engels jurist en ornitholoog.
Sclater studeerde aan Christ Church (Oxford). Daar studeerde hij bij onder anderen de ornitholoog Hugh Edwin Strickland.
Hij was de eerste onderzoeker die in 1857 bij een lezing voor de Linnean Society of London wees op het bestaan van een biogeografische grens tussen de Aziatische en Australische fauna en flora in Oost-Indië. Deze lijn werd later genoemd naar Alfred Russel Wallace: de lijn van Wallace.
Hij was oprichter en redacteur van The Ibis, het gezaghebbende wetenschappelijke tijdschrift van de British Ornithologists' Union. Van 1860 tot 1902 was hij secretaris van de Zoological Society of London.
Sclater beschreef 62 vogelgenera en 468 vogelsoorten; alleen Linnaeus beschreef meer vogels (719). Hij schreef diverse boeken en vele diersoorten zijn naar hem genoemd.  Hij beschreef de okapi voor de wetenschap zonder ooit een levend exemplaar gezien te hebben.

## Privéleven
Sclater trouwde in 1862 met Jane Anne Eliza Hunter Blair. Het echtpaar had één dochter en vier zonen. De oudste zoon William Lutley Sclater (1863-1944) trad in de voetsporen van zijn vader en behoorde tot de bekende Britse ornithologen van zijn tijd. Hij kwam om in 1944 bij een V1-aanval op Londen.  Hun derde zoon, Guy, was een marineofficier die in 1914 omkwam bij een explosie op slagschip HMS Bulwark.
- Bibsys: 1045327
- Bibliothèque nationale de France: cb125600623 (data)
- CiNii: DA1454780X
- Gemeinsame Normdatei: 117654086
- International Standard Name Identifier: 0000 0001 2130 4554
- Library of Congress Control Number: n85085981
- Nationale Bibliotheek van Tsjechië: mub2013765688
- Nationale bibliotheek van Australië: 35811272
- Nationale Bibliotheek van Israël: 987007280867905171
- Nederlandse Thesaurus van Auteursnamen: 156356430
- SNAC: w6d22b4x
- Système universitaire de documentation: 071555471
- Museum of New Zealand Te Papa Tongarewa: 32777
- Trove: 1098406
- Virtual International Authority File: 44414898
- WorldCat: E39PBJyt3rPByJR9ywpvBFXw4q